# Johann Schwarz (Fußballspieler, I)

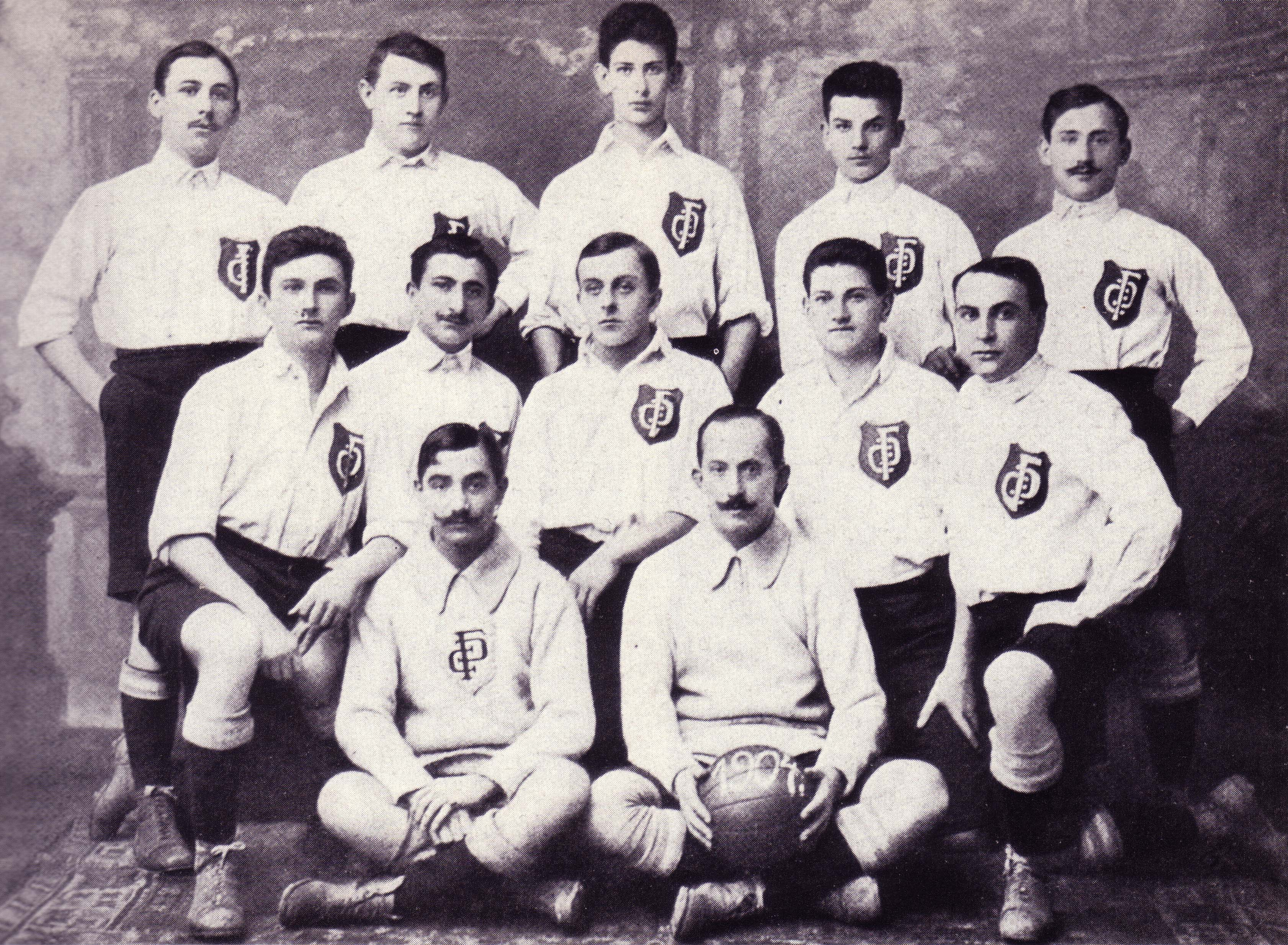
Johann Schwarz, 2. Reihe ganz links, DFC Prag im Jahr 1904.

Johann Schwarz (* unbekannt; † unbekannt) war ein österreichischer Fußballspieler.

## Karriere
Johann Schwarz spielte von Juli 1902 bis Juni 1909 für den DFC Prag im defensiven Mittelfeld. Mit dem Verein wurde er, nachdem er auch im Meisterschaftsfinale gegen den VfB Leipzig eingesetzt worden war, Zweiter der Deutschen Meisterschaft 1903.
Er bestritt am 8. Juni 1908 in Wien sein einziges Länderspiel für die Nationalmannschaft Österreichs, die das Kräftemessen mit der Nationalmannschaft Englands mit 1:11 verlor.